# Blue1

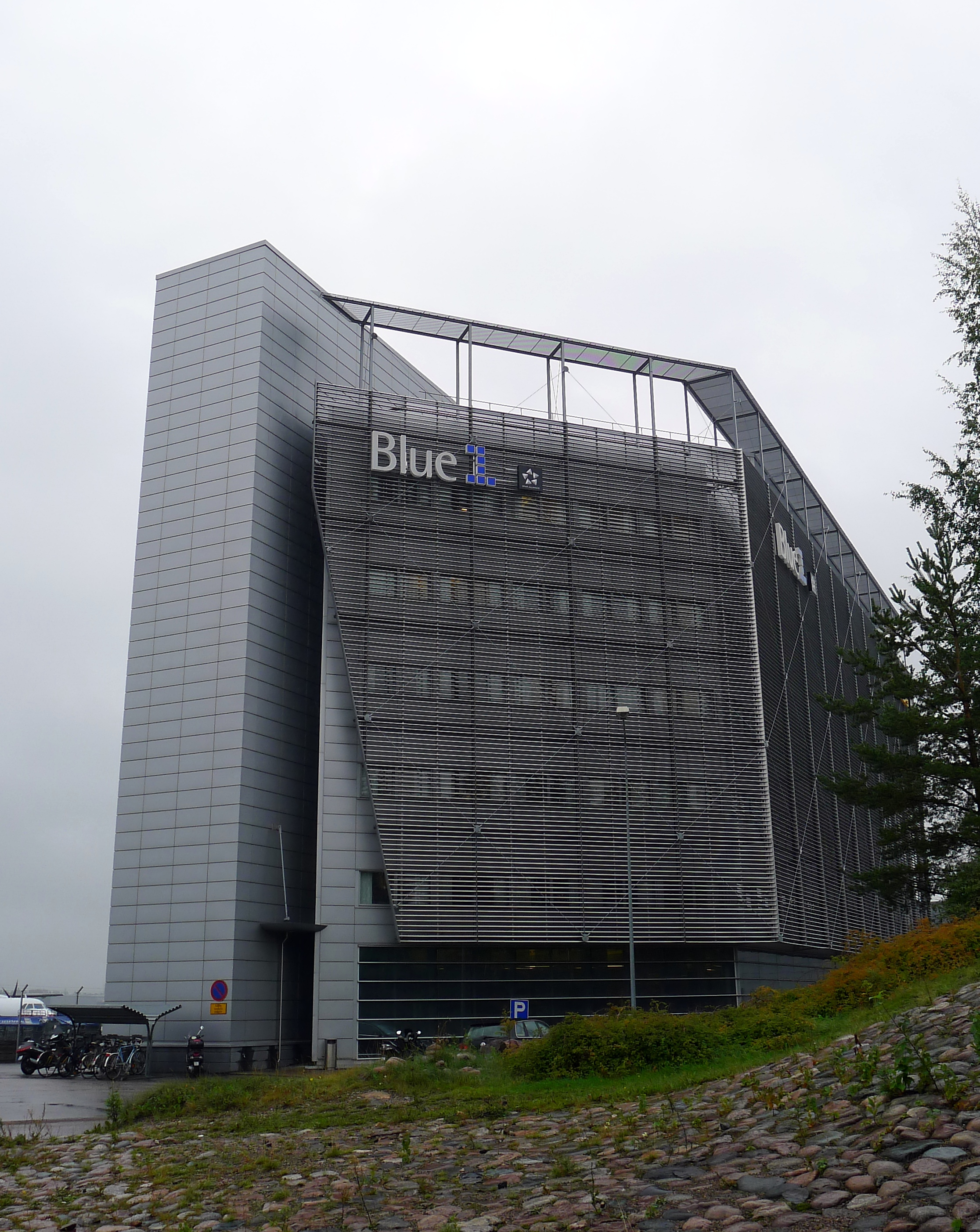
Hoofdkantoor van Blue1

Blue1 was een Finse luchtvaartmaatschappij met als thuishaven Helsinki. Zij was een regionale luchtvaartmaatschappij die Scandinavian Airlines System (SAS) netwerk helpt met vluchten via Stockholm en Kopenhagen vanaf vijf Finse steden. Ze leverde binnenlandse diensten vanaf Helsinki en ook naar enkele Europese steden. Blue1 was gestationeerd op Helsinki-Vantaa en had hubs op Kastrup Airport in Kopenhagen en Stockholm-Arlanda. Sinds 1 november 2012 vliegt Blue1 onder de merknaam SAS.

## Geschiedenis
De luchtvaartmaatschappij werd in 1987 gesticht en begon een jaar later met het leveren van diensten onder de naam Air Botnia. Ze werd in januari 1998 gekocht door SAS. Toen Flying Finn, de eerste luchtvaartmaatschappij die goedkope vluchten leverde in Finland, failliet ging, kreeg ze een andere naam, namelijk Blue1. De maatschappij begon met het leveren van vluchten naar de drie winstgevende bestemmingen van Flying Finn, namelijk Oulu, Kuopio en Vaasa.
Blue1 werd op 3 november 2004 het eerste regionale lid van de Star Alliance.
Op 1 november 2012 werd Blue1 opgenomen in de SAS-groep en vloog vanaf dan niet meer onder haar eigen naam maar onder de merknaam van de moederonderneming SAS. Het routenetwerk werd volledig geïntegreerd en alle Blue1-vluchtnummers werden vervangen door SAS-vluchtnummers. Als gevolg van deze wijziging heeft Blue1 als onafhankelijke partner Star Alliance verlaten.

## Vloot
De vloot van Blue1 bestond op 14 mei 2012 uit de volgende 13 toestellen.
- 3 ATR 72
- 9 Boeing 717-200
- 1 Saab SF-2000